# Powder Her Face
Powder Her Face (letteralmente, Incipriale il viso) è un'opera da camera di Thomas Adès su libretto di Philip Hensher. È la prima opera lirica scritta dal compositore inglese, rappresentata per la prima nel 1995 al Cheltenham Music Festival; è tuttora una delle opere contemporanee più eseguite nei teatri di tutto il mondo.

## Soggetto
Il libretto di Hensher è basato sulla vita di Ethel Margaret Whigham e sul suo burrascoso divorzio dal secondo marito, Ian Douglas Campbell, undicesimo duca di Argyll, il cui processo destò clamore e scandalo nel 1963: il processo valse alla sventurata Margaret l'appellativo di "Dirty Duchess", perché Campbell portò come prove al giudice una lista di ottantotto nomi, presunti amanti della moglie, e quattro polaroid scattate nel 1956 in cui era inquadrata la Duchessa nuda che praticava una fellatio a un uomo, di cui si vedeva solo il busto (che solo molti anni dopo venne identificato in Duncan Sandys, ex genero di Winston Churchill).

Margaret, uscita sconfitta dalla causa, iniziò a sperperare i suoi averi. Abbandonata da tutti, visse tra il 1978 e il 1990 in un appartamento al Grosvenor House Hotel, da cui fu sfrattata per i debiti accumulati e mai saldati. Trascorse gli ultimi anni di vita in una casa di cura a Pimlico, dove morì nel luglio del 1993. Fu seppellita accanto al primo marito, Charles Sweeney, l'unico che le fu vicino negli ultimi giorni.

## Fortuna dell'opera
L'opera conobbe una vasta serie di rappresentazioni a partire dallo stesso anno del suo debutto: nel 1999 fu prodotta e mandata in fonda, dall'emittente britannica Channel 4, una versione cinematografica dell'opera, riversata poi in dvd.

La prima rappresentazione italiana avvenne nel 2002 al Teatro Olimpico di Roma nell'ambito della stagione musicale dell'Accademia Filarmonica Romana, diretta da Nicholas Carty. Poche settimane dopo vi fu un altro allestimento al Teatro Politeama di Napoli. Otto anni dopo vi una nuova produzione firmata da Pier Luigi Pizzi, al Teatro Rossini di Lugo e al Teatro Comunale di Bologna  nel 2010, e, nel 2012, al Teatro Malibran di Venezia (vedi anche Thomas Adès, «Powder Her Face», 3, 2012). Un'ulteriore ripresa italiana dell'opera è prevista nella primavera 2022 al Teatro comunale di Bolzano.

## Cast della prima assoluta
| Personaggio | Vocalità           | Interprete       |
| --- | ------------------ | ---------------- |
| La Duchessa | soprano drammatico | Jill Gomez       |
| La cameriera L'amica La cameriera che prepara il ricevimento L'amante del Duca La ficcanaso La giornalista di cronaca rosa | soprano leggero    | Valdine Anderson |
| L'elettricista Il gigolò Il cameriere Il ficcanaso Il fattorino                                                            | tenore             | Niall Morris     |
| Il direttore dell'hotel Il Duca L'addetto alla lavanderia Un ospite dell'hotel Il giudice                                  | basso-baritono     | Roger Bryson     |

## Trama
L'opera è suddivisa in otto scene, ognuna delle quali ambientata in un anno diverso della vita della Duchessa: la prima e l'ultima sono ambientate nel 1990, l'anno dello sfratto dall'hotel.

### Atto 1
- Scena 1 (1990): Nella camera d'albergo della Duchessa, una cameriera e un elettricista si prendono gioco della padrona della stanza, e continuano a stuzzicarla sulle sue pessime condizioni economiche anche quando la Duchessa entra nella stanza.
- Scena 2 (1934): Dopo il divorzio dal primo marito, la protagonista si confida con un'amica e un gigolò sulla sua intenzione di sposare un Duca per poter finalmente avere il titolo nobiliare, e parla del Duca.
- Scena 3 (1936): La cameriera del ricevimento del matrimonio parla esaltata delle nozze dei Duchi e del lusso della vita dei ricchi.
- Scena 4 (1953): La Duchessa è a Londra, in un albergo in attesa della cerimonia d'Incoronazione della regina Elisabetta II. Un fattorino porta in camera del cibo da asporto, e prima di essere congedato viene sedotto e soddisfatto sessualmente dalla Duchessa, che, dalle parole del ragazzo, è abituata a chiedere continuamente questi servizi a tutto lo staff maschile dell'hotel.
- Scena 5 (1953): Il Duca si intrattiene con la sua amante, dopo aver lasciato la moglie da sola a una festa. L'amante, fingendo di prendere le difese della Duchessa, instilla il dubbio del tradimento nell'uomo, per poi informarlo di alcuni documenti compromettenti presenti nella cassettiera privata della Duchessa.

### Atto 2
- Scena 6 (1955): La causa del divorzio è iniziata: due ficcanaso discutono della vicenda nell'attesa della sentenza. Arriva il giudice, che pronuncia parole severe e accusatrici verso la Duchessa, definendo il marito una vittima della sua perversione sessuale. La Duchessa dichiara di fronte ai giornalisti di essere superiore alla morale borghese benpensante: essendo nobile, non deve giustificarsi dei suoi comportamenti.
- Scena 7 (1970): Nella camera d'albergo, la Duchessa viene intervistata da una rivista di gossip, concedendosi a consigli sulla cura della bellezza personale ma anche a severi, persino razzisti, pareri sulla società odierna, in cui gli ideali di bellezza ed eleganza son scomparsi.
- Scena 8 (1990): Il direttore dell'hotel ordina alla Duchessa di lasciare la camera, dato che non ha mai saldato i suoi debiti. La Duchessa, disperata, cerca di sedurre anche il direttore, ma l'uomo non si lascia tentare e chiama un taxi per farla andar via. La Duchessa abbandona la camera, lasciando nuovamente la cameriera e l'elettricista ad amoreggiarvi come all'inizio.

## Organico orchestrale
La strumentazione richiede un numero ridotto di orchestrali, quello appunto di un'orchestra da camera, cui sono però affidati ulteriori strumenti con effetti sonori originali e particolari (l'uso dei mulinelli delle canne da pesca e dei rottami di ferro, fra i tanti interventi riservati alle percussioni):
- Clarinetto I (anche clarinetto basso, sassofono soprano e sassofono basso)
- Clarinetto II (anche clarinetto basso, sassofono contralto e sassofono basso)
- Clarinetto III (anche clarinetto basso, clarinetto contrabbasso e "swanee whistle")
- Arpa (anche campanello elettrico, mulinello di una canna da pesca e diapason)
- Fisarmonica a bottoni (anche campanello elettrico e mulinello di una canna da pesca)
- Pianoforte (anche mulinello di una canna da pesca)
- Violino I
- Violino II
- Viola
- Violoncello
- Contrabbasso (anche mulinello di una canna da pesca)
- Corno
- Tromba
- Trombone tenore
- Bassotuba
- Percussioni (due campane tubolari, rullante, grancassa, grancassa a pedale, bongo, timpani, rototom, piatti, due piatti sospesi, piatto sizzle, hit-hat, tre temple blocks, tre brake drums sospesi, tamburino, triangolo, tam-tam, vibra-slap, washboard, cabaça, grande mulinello di una canna da pesca, frusta, raganella, rottami di ferro, bidone di metallo, campanelo elettrico, due microfoni).

## Incisioni discografiche
| Anno | Cast (La Duchessa, La cameriera, L'elettricista, Il direttore dell'hotel) | Direttore   | Etichetta |
| ---- | ------------------------------------------------------------------------- | ----------- | --------- |
| 1998 | Jill Gomez, Valdine Anderson, Niall Morris, Roger Bryson                  | Thomas Adès | EMI       |